# Raúl Mérida
Raúl Mérida Vera (Granollers, Barcelona, 19 de abril de 1988) es un actor español.
Ha participado en diversas series y películas, como Tres 60 (2013) y Las chicas del cable (2017).

## Biografía
Comenzó su carrera como actor estudiando en la escuela multidisciplinaria El Mirall de les Arts (Barcelona), bajo la dirección del director y dramaturgo Bertus Compañó.
En el terreno televisivo, comenzó su carrera interpretando papeles en episodios de series como El cor de la ciutat y en Hospital Central. Obtuvo su primer papel protagónico en 2009 con la serie Un golpe de suerte, emitida en Telecinco. En esta ficción, interpretaba a Fonsi, un animador y agente de relaciones públicas de un hotel de la ciudad, que intenta continuamente ser el centro de atención de las chicas.
También actuó en la serie Los protegidos, finalizada en junio de 2012, donde interpretó el a Leo Quintana Aroca, compañero de clase en el instituto de Sandra y Culebra, con quienes mantiene un continuo conflicto.
En 2013 estrenó su primera película en el cine, Tres 60, un thriller que él mismo protagoniza. Dicho largometraje fue dirigido por Alejandro Ezcurdia y escrito por Luiso Berdejo, y en su reparto figuran Sara Sálamo, Adam Jezierski y Guillermo Estrella.
Ese mismo año, el actor fichó por la tercera temporada de once capítulos en la serie  Isabel, en la Uno de TVE. Además, interpretó al rey Felipe I de Castilla  en la película La corona partida, bajo la dirección de Jordi Frades, juntos con Irene Escolar, Rodolfo Sancho, José Coronado, Eusebio Poncela, Fernando Guillén Cuervo y Úrsula Corberó.
En 2022 interpretó de nuevo a Leo en Los protegidos: El regreso, en su continuación, Los protegidos A.D.N. Fichó por la sexta y séptima temporada de Élite, donde interpreta a Pau, hermano de Álvaro de Juana. Se estrenó la TV movie de Los misterios de Laura, El misterio del asesino inesperado, dando vida a Héctor, nuevo inspector que se suma al equipo. Y participó en un capítulo de El inmortal.
En septiembre de 2023 se anuncia su fichaje por Ena, la nueva serie de La 1.
En marzo de 2024 se anuncia su fichaje por Regreso a Las sabinas, primera serie diaria de Disney+
En enero de 2025 se anuncia su fichaje en Nails, nueva serie de SkyShowtime.

## Filmografía

### Televisión
| Año         | Título                      | Personaje                  | Episodios    |
| ----------- | --------------------------- | -------------------------- | ------------ |
| 2006        | El cor de la ciutat         | Andi                       | 1 episodio   |
| 2008        | Hospital Central            | Quillo                     | 1 episodio   |
| 2009        | Un golpe de suerte          | Fonsi                      | 58 episodios |
| 2010        | La duquesa                  | Cayetano Martínez de Irujo | 1 episodio   |
| 2010 - 2012 | Los protegidos              | Leo Quintana Aroca         | 40 episodios |
| 2012 - 2013 | Tierra de lobos             | Hugo Bravo                 | 13 episodios |
| 2014        | Isabel                      | Felipe de Habsburgo        | 11 episodios |
| 2016        | El Caso: Crónica de sucesos | Román Peña                 | 1 episodio   |
| 2017        | El Ministerio del Tiempo    | Jaime Blanch               | 1 episodio   |
| 2017 - 2018 | Traición                    | David Ribera               | 9 episodios  |
| 2018        | Fugitiva                    | Rayco                      | 6 episodios  |
| 2019        | Señoras del (h)AMPA         | Arturo Soto                | 9 episodios  |
| 2020        | Las chicas del cable        | Felipe                     | 8 episodios  |
| 2020 - 2021 | Mercado Central             | Martín Suárez              | 66 episodios |
| 2021        | Todo lo otro                | Manuel                     | 5 episodios  |
| 2022 - 2023 | Élite                       | Pau                        | 7 episodios  |
| 2022 - 2023 | Los protegidos: El regreso  | Leo Quintana Aroca         | 5 episodios  |
| 2024        | Regreso a Las Sabinas       | Alejandro "Álex" Egea      | 46 episodios |

#### TV Movies
| Año  | Título                                               | Cadena | Papel                 | Notas     |
| ---- | ---------------------------------------------------- | ------ | --------------------- | --------- |
| 2022 | Laura y el misterio del asesino inesperado           | La 1   | Héctor Herranz Leache | Telefilme |
| 2023 | Laura y el misterio de la novia que esperó demasiado | La 1   | Héctor Herranz Leache | Telefilme |
| 2023 | Laura y el misterio del paciente suspicaz            | La 1   | Héctor Herranz Leache | Telefilme |

### Cine
- Tres 60 (2012), de Alejandro Ezcurdia como Guillermo
- Reverso (2014), de Carlos Martín como Marcos
- La corona partida (2015), de Jordi Frades como Felipe I de Castilla
- Zona Hostil (2016), de Adolfo Martínez Pérez como Teniente Conte
- El crack cero (2019), de José Luis Garci como Johny Olas

## Teatro
- 2024: Un Viaje inolvidable. Guion y dirección de Juan García. NH Collection Madrid.
- 2023: Declaración en simulado de José Palacios. Dirección: Darío Frías. NH Collection Madrid.
- 2021-2022: La última pregunta. Guion y dirección de Martín Cuervo. NH Collection Madrid.
- 2019-2020: Dimensiones paralelas de Manuel Parra. Dirección de Miguel Bardem. NH Collection Madrid.
- 2014-2015 Lo que vio el mayordomo, de Joe Orton. Dirección de Joe O'Curneen. Teatro Infanta Isabel.

- 2016 El Arte De Mentir, de El Márquese. Dirección de Bertus Compañó. Teatro Bar Santa Bárbara 8.